# 山文竹
山文竹（学名：Asparagus acicularis）为天门冬科天门冬属的植物，是中国的特有植物。分布于中国大陆的湖南、江西、广西、广东、湖北等地，生长于海拔80米至140米的地区，常生长在湖边、草地以及灌丛中，目前尚未由人工引种栽培。